# Pinel-Hauterive
Pinel-Hauterive is een gemeente in het Franse departement Lot-et-Garonne (regio Nouvelle-Aquitaine) en telt 495 inwoners (2004). De plaats maakt deel uit van het arrondissement Villeneuve-sur-Lot.

## Geografie
De oppervlakte van Pinel-Hauterive bedraagt 22,0 km², de bevolkingsdichtheid is 22,5 inwoners per km².

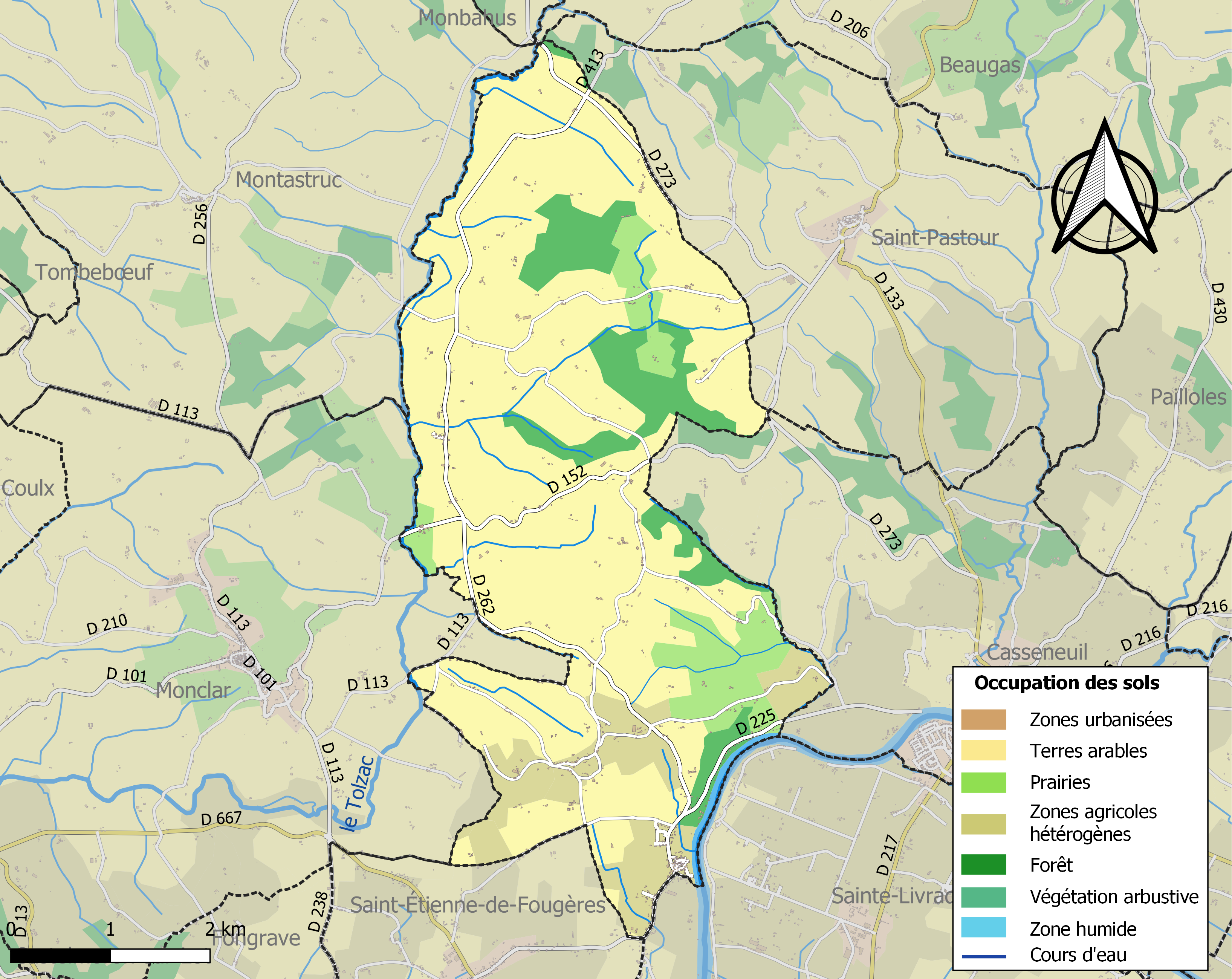
Kaart van de gemeente met de belangrijkste infrastructuur, bodemgebruik en omliggende gemeenten

## Demografie
Onderstaande figuur toont het verloop van het inwonertal (bron: INSEE-tellingen).